# Virus del fruit rugós marró del tomàquet
El virus del fruit rugós marró del tomàquet (en anglès, Tomato brown rugose fruit virus; ToBRFV) és un virus de les plantes del gènere Tobamovirus que es va descriure per primera vegada l'any 2015.
S'ha estès ràpidament des que es va detectar per primera vegada a Jordània i Israel. Els principals hostes són el tomàquet (Solanum lycopersicum) i els pebrots (Capsicum). El virus provoca símptomes que inclouen mosaic i distorsió de les fulles i taques marrons i arrugues (rugoses) als fruits. Els brots poden ser greus i deixar la fruita no comercialitzable.

## Història i distribució
L'any 2015, els cultius de tomàquets d'hivernacle a Jordània van mostrar símptomes foliars lleus durant la temporada, i després els fruits van desenvolupar forts símptomes rugosos marrons. Es va extreure l'ARN total de les plantes i la reacció en cadena de la polimerasa amb transcriptasa inversa (RT-PCR) va ser negativa per a molts virus comuns del tomàquet, però va indicar la presència d'un nou tobamovirus. Després de la seqüenciació i caracterització, es va proposar el nom de «virus del fruit rugós marró del tomàquet» (ToBRFV). El nom va ser aprovat pel Comitè Internacional de Taxonomia de Virus més tard el mateix any. El 2019 es va confirmar que els símptomes observats als cultius de pebrotera (Capsicum annuum) a Jordània el 2015 i el 2016 van ser causats per la infecció del virus ToBRFV i del virus del mosaic del tomàquet (ToMV).
Una malaltia amb símptomes similars havia sorgit abans a Ohad (Israel), a la tardor de 2014 i va començar a estendre's al país en un any. La microscòpia electrònica de transmissió va mostrar la presència d'estructures virals semblants a varetes consistents amb Tobamovirus i la seqüència completa va mostrar una alta identitat de seqüència amb l'aïllat jordà del ToBRFV. Les plantes infectades a Israel eren cultius que portaven el gen de resistència Tm-22, que confereix resistència a les malalties contra alguns altres Tobamovirus. També s'ha confirmat ToBRFV des de Palestina amb símptomes observats per primera vegada a la tardor de 2018.
El virus del fruit rugós marró del tomàquet es va estendre ràpidament a altres regions de cultiu del tomàquet. Després de sorgir a Israel i Jordània, el virus es va estendre a Europa. Els símptomes es van observar el juliol de 2018 en 25 hectàrees de tomàquets d'hivernacle a Alemanya. Es va trobar que les plantes estaven infectades tant amb ToBRFV com amb el virus del mosaic del cogombgre (en anglès, pepino mosaic virus; PMV); aquest no és el primer informe de PMV al tomàquet, ja que se sap que això passa des del descobriment del virus del mosaic del tabac (en anglès, Tobacco mosaic virus: TMV). Es van prendre mesures per erradicar el virus.
A la tardor del 2018 es van observar símptomes als cultius de tomàquet a Sicília (Itàlia) i confirmat com a causat per ToBRFV. El maig de 2019 va sorgir ToBRFV en els cultius de tomàquet a Itàlia continental, a la regió del Piemont. Aquest brot va ser erradicat.
La malaltia causada pel virus del fruit rugós marró del tomàquet també va sorgir a Amèrica del Nord a la tardor de 2018, inicialment informada des de Mèxic. Això també va incloure el primer cas d'infecció en pebrots (Capsicum). També es va detectar un brot a Califòrnia (Estats Units d'Amèrica) a la tardor de 2018 i erradicat pel Departament d'Alimentació i Agricultura de Califòrnia. Es desconeixia la via d'introducció a Amèrica del Nord. Al febrer de 2019, el ToBRFV s'havia detectat a 20 estats de Mèxic i es va informar del primer positiu a l'albergínia (Solanum melongena).
El gener de 2019 es va notificar el primer cas de ToBRFV a Turquia en cultius de tomàquet cultivats en hivernacles a la província d'Antalya, que des de llavors es van estendre a les províncies d'Ankara, Eskişehir, Bartın i Zonguldak a partir del 2022. A l'abril de 2019, una malaltia va aparèixer als cultius de tomàquet a Shandong (Xina), i es va confirmar que aquesta malaltia era causada per ToBRFV, desconeixent la via d'introducció a la Xina. Durant l'any 2019 també van sorgir nous brots a Europa. L'estiu de 2019 es va produir el primer brot de ToBRFV al Regne Unit, amb mesures per erradicar el virus. Els Països Baixos també van notificar el seu primer brot en cultius de tomàquet, així com Grècia i Espanya. També es van notificar casos de ToBRFV des de França el gener de 2020. Al febrer de 2020 s'havien detectat 17 brots als Països Baixos, 9 brots addicionals a Espanya, i es va detectar el primer brot en pebrots (Capsicum annuum) a Itàlia. L'agost de 2021 es va confirmar el primer cas positiu de ToBRFV a Eslovènia.
El ToBRFV és abundant en l'efluent d'aigües residuals municipals tractades, i s'està investigant com a substitut que es pot controlar, per verificar l'eliminació de virus mitjançant filtres de membrana (per exemple, microfiltració, ultrafiltració i bioreactors de membrana) que són un tractament important en algunes instal·lacions de reutilització d'aigua. El ToBRFV es pot controlar a l'efluent d'aigües residuals mitjançant les mateixes tecnologies qPCR que també s'utilitzen per controlar el SARS-CoV-2 a l'efluent d'aigües residuals.

## Hostes i símptomes
La majoria dels brots de ToBRFV s'han informat al tomàquet (Solanum lycopersicum), però també s'ha informat que les espècies de pebrot (Capsicum) també s'infecten. S'ha informat d'un cas d'infecció d'albergínia (Solanum melongena) a Mèxic, però el virus no es va poder transmetre experimentalment a aquest hoste en altres estudis. També s'ha detectat en espècies de males herbes.

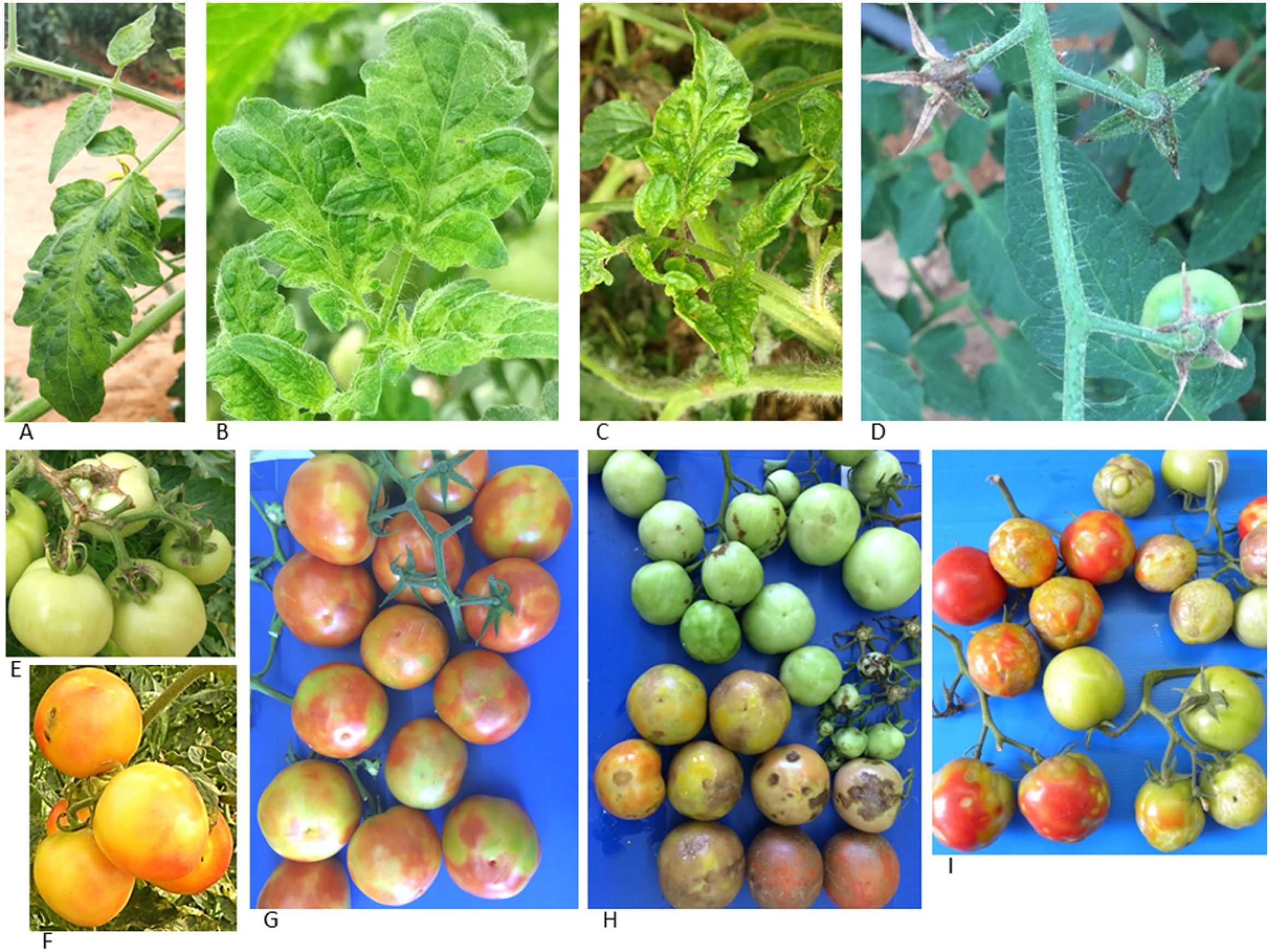
Símptomes de ToBRFV en fulles i fruits de tomàquet. (A-C) Patrons de mosaic simptomàtics sobre fulles de la tomaquera cv. Moisès. (C) Encongiment de les fulles de la tomaquera. (D) Peduncles i calzes secs sobre tomàquets Cherry cv. Shiran que condueix a l'abscisió dels fruits. (E) Símptomes necròtics al peduncle, calze i pecíol cv. Ikram. (F) Símptomes típics de taques grogues en fruits cv. Moisès. (G-I) Símptomes variables en fruits cv. Odèlia. (G) Símptomes típics de la malaltia. (H) Símptomes d'infeccions mixtes de TSWV (Virus del bronzejat del tomàquet) i el nou aïllat de Tobamovirus. (I) Símptomes únics del nou aïllat de Tobamovirus trobat en un sol lloc al poble de Sde-Nitzan.

Els símptomes del tomàquet varien segons la varietat de tomàquet i poden ser lleus a greus. Els símptomes foliars inclouen mosaic lleu a greu, encongiment i decoloració. Els símptomes clàssics són els pegats marrons i arrugats (rugosos) que es formen als fruits infectats, tot i que els fruits també poden estar deformats o tornar-se grocs i sovint no es poden comercialitzar a causa dels símptomes.
En els pebrots dolços, els símptomes inclouen mosaic, decoloració i neteja de venes a les fulles joves, dauració de la tija i mosaic, i distorsió dels fruits.

## Transmissió
El virus del fruit rugós marró del tomàquet es pot transmetre mecànicament: el virus és estable fora de la planta i, per tant, es pot estendre entre plantes amb eines, roba o mans contaminades. Se sospita de transmissió de llavors, però encara no s'ha verificat, tot i que s'ha detectat en llavors de tomàquet que es comercialitzen. El virus també es pot propagar mitjançant la propagació de les plantes. S'ha deduït que es pot produir una transmissió mecànica de la capa de la llavor a la planta en creixement.

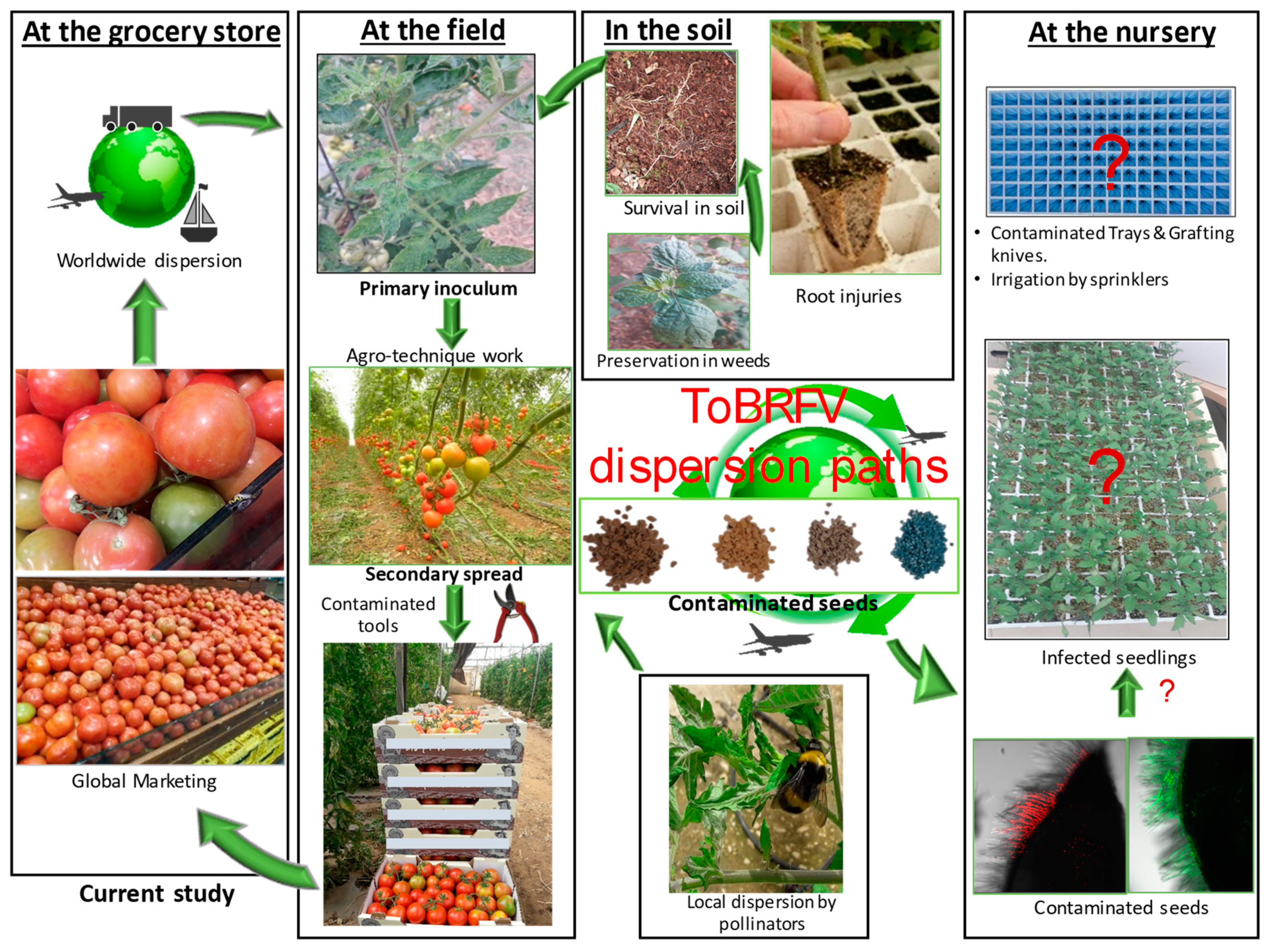
Diferents mitjans de transmissió del virus del fruit rugós marró del tomàquet

Els borinots (Bombus terrestris) s'utilitzen sovint en la producció de tomàquet per pol·linitzar les plantes. S'ha descobert que els borinots també poden propagar ToBRFV entre tomàquets mentre recullen el virus durant la pol·linització.

## Tractament
Fins ara no s'han identificat cultius resistents a ToBRFV. Com que el virus es transmet fàcilment per mitjans mecànics, les millors pràctiques d'higiene són essencials per reduir els impactes quan es detecten brots. El virus pot sobreviure molt de temps en diverses superfícies: almenys 2 hores en la pell i guants, almenys 3 hores plàstics durs, i almenys 1 mes en vidre, alumini i acer inoxidable. Els desinfectants Virkon S i Huwa-San són efectius en la majoria de superfícies, però només després d'una hora d'exposició. Les safates de plàstic es poden remullar amb aigua calenta (90 °C durant 5 minuts) per eliminar el virus, o a 70 °C durant 5 minuts i després tractar-les amb Virkon.
L'octubre de 2020, l'empresa de cultius d'hortalisses neerlandesa Enza Zaden va anunciar que el seu equip de millora de tomàquet havia identificat un gen que proporciona una alta resistència al ToBRFV. Indiquen que esperen tenir varietats de tomàquet amb aquesta resistència en els propers anys.